# Mariano Tufano
Mariano Tufano (Napoli, 1968) è un costumista italiano.

## Biografia
Dopo il diploma all'Accademia di belle arti di Napoli nel 1992, lavora inizialmente come disegnatore di moda e dal 1993 collabora col Teatro San Carlo per sei anni, come assistente. Nel 1999 si trasferisce a Roma iniziando la sua attività nel cinema. Nel 2006 debutta come costumista in Nuovomondo, pellicola che gli porta premi e riconoscimenti nazionali.

## Filmografia
- Nuovomondo, regia di Emanuele Crialese (2006)
- SMS - Sotto mentite spoglie, regia di Vincenzo Salemme (2007)
- No problem, regia di Vincenzo Salemme (2008)
- Womb, regia di Benedek Fliegauf (2010)
- Into Paradiso, regia di Paola Randi (2010)
- Una vita tranquilla, regia di Claudio Cupellini (2010)
- Razzabastarda, regia di Alessandro Gassmann (2012)
- Salvo, regia di Fabio Grassadonia e Antonio Piazza (2013)
- Senza nessuna pietà, regia di Michele Alhaique (2014)
- ...E fuori nevica!, regia di Vincenzo Salemme (2014)
- Alaska, regia di Claudio Cupellini (2015)
- Poveri ma ricchi, regia di Fausto Brizzi (2016)
- Poveri ma ricchissimi, regia di Fausto Brizzi (2017)
- Il premio, regia di Alessandro Gassmann (2017)
- The Book of Vision, regia di Carlo Hintermann (2020)
- Gli indifferenti, regia di Leonardo Guerra Seràgnoli (2020)
- È stata la mano di Dio, regia di Paolo Sorrentino (2021)
- L'ordine del tempo, regia di Liliana Cavani (2023)
- Adagio, regia di Stefano Sollima (2023)
- Questi fantasmi!, regia di Alessandro Gassmann – film TV (2024)

## Premi e riconoscimenti

### David di Donatello
- 2007 - Miglior costumista per Nuovomondo
- 2022 - Candidatura come miglior costumista per È stata la mano di Dio

### Ciak d'oro
- 2007 - Candidato come miglior costumista per Nuovomondo

### Nastri d'argento
- 2007 - Candidatura ai migliori costumi per Nuovomondo
- 2022 - Candidatura ai migliori costumi per È stata la mano di Dio